# بيلي إدسون
بيلي إدسون (بالإنجليزية: Billy Edson)‏ هو لاعب كرة قدم أمريكية أمريكي، ولد في 25 سبتمبر 1874، وتوفي في 5 مارس 1965.